# REvo (recirculator)
rEvo este numele unui aparat recirculator în circuit închis produs în Belgia pentru scufundări la epave, scufundări în peșteri etc, cu două variante fabricate:  o variantă cu debit volumic constant și injecție manuală (rEvo II) și cealaltă cu senzori electrochimici (rEvo III).
În modelul rEvo II cu debit volumic constant, injecția de oxigen are loc prin intermediul unui ajutaj de 0,0035 mm și un regulator de presiune la o presiune constantă de 11 bar și un debit de 0,75 l/min. Presiunea parțială de oxigen (PPO2) este monitorizată prin intermediul unui display rEvodream montat pe piesa bucală și a unui calculator.

Injecția manuală de oxigen se face cu supapa manuală a sistemului.
Varianta electronică rEvo III folosește senzori electrochimici care reglează în mod automat injecția de oxigen la PPO2 constantă indiferent de adâncime. Scafandrul monitorizează PPO2 prin intermediul unui display principal de tip Hammerhead și a unuia secundar de tip rEvodream ce indică valorile de PPO2 în culori portocaliu, verde, roșu precum și informații ale funcționării aparatului și parametrii scufundării.

Modelul rEvo III este certificat CE.
Ambele modele au câte două canistre cu absorbant de CO2 tip Sofnolime cu capacitatea de 1,4 kg fiecare poziționate în linie (axial sau radial) și conectate cu un colier de prindere. În timpul scufundării, absorbantul din canistra de la partea superioară va fi folosit primul, iar după scufundare scafandrul va înlocui cu cealaltă canistră de la partea inferioară. Dezavantajul acestui sistem constă în faptul că o parte din absorbantul canistrei inferioare rămâne neutilizat.

De asemenea, sunt prevăzute cu câte două butelii de 3 l fiecare pentru oxigen și diluant și cu supapă de injecție automată a amestecului respirator.
Furtunul respirator este un furtun adaptat ce provine de la modelul  Dräger Ray, iar pe piesa bucală se află afișajul electronic cu informații ale PPO2.
- Adâncimea maximă de utilizare: rEvo II: 80 m/rEvo III: 100 m
- Durată canistre: axiale - 2,7 kg fiecare (2...3 ore de funcționare)/radiale - 4 kg fiecare: 4...6 ore de funcționare
- Volum sac respirator: 6 l
- Greutate : 28 kg.